# José Manuel Albares
José Manuel Albares Bueno (ur. 22 marca 1972 w Madrycie) – hiszpański dyplomata i urzędnik państwowy, minister spraw zagranicznych (od 2021).

## Życiorys
Ukończył prawo na Universidad de Deusto, został też absolwentem studiów biznesowych. Zawodowy dyplomata, był m.in. konsulem w Bogocie i radcą w stałym przedstawicielstwie Hiszpanii przy OECD. Współpracownik Pedra Sáncheza, brał udział w opracowaniu programu wyborczego socjalistów przed wyborami w 2015. W 2018 powołany na doradcę w gabinecie premiera do spraw zagranicznych, został sekretarzem generalnym do spraw stosunków międzynarodowych, Unii Europejskiej, G20 i bezpieczeństwa globalnego.
W 2020 otrzymał nominację na stanowisko ambasadora Hiszpanii we Francji, akredytowano go również w Monako. W lipcu 2021 powołany na urząd ministra spraw zagranicznych, europejskich i kooperacji w drugim gabinecie Pedra Sáncheza.
W 2023 z listy PSOE został wybrany w skład Kongresu Deputowanych. W utworzonym w listopadzie 2023 trzecim rządzie lidera socjalistów pozostał na dotychczasowej funkcji rządowej.

## Odznaczenia
- Krzyż Wielki Order Zasługi Republiki Włoskiej (Włochy, 2021)[9]